# ني عنخ خنوم وخنوم حوتب
ني عنخ خنوم وخنوم حوتب، اثنان من علية القوم عاشا في عهد الملك "نيوسيرع"، من الأسرة المصرية الخامسة. وكانا يذكران دائماً سوياً؛ حيث أنهما كانا شقيقين، ربما توأمين، وبنيت لهما معاً مقبرة واحدة.

## المناصب
شغلا معاً نفس المنصب في الأسرة المصرية الخامسة، وكان يتعلق بأدوات الزينة؛ فكانا رئيسي مقلمي الأظافر في البيت الكبير. ولقد مثلا سوياً في معظم مشاهد النقوش الجدارية لمقربتهما؛ أحياناً كل منهما يمسك بيد الآخر، خاصة في غرفة القرابين حيث يتعانقان في مودة ومتحدين برباط قوي للدلالة على رغبتهما في البقاء معا إلى الأبد، حتى في العالم الآخر.